# San Juan (Argentina)
San Juan é a capital da província de San Juan, Argentina. Sua população é de 115.556 habitantes (2001), e a cidade está situada a 650 m acima do nível do mar. Conhecida como sendo a Capital do Hóquei em Patins na Argentina.

## Geografia e clima
A cidade de San Juan está localizada em um vale fértil dentro de uma área montanhosa rochosa. As temperaturas de inverno são geralmente amenas, com média entre 1°C e 16°C, mas podem cair abaixo de -9°C. Os verões são quentes, com temperaturas médias entre 19°C e 35°C, e um máximo recorde de 46,7°C em 20 de dezembro de 1995. A variação das temperaturas médias mensais é de 19,4° C, possivelmente a mais alta de toda a América do Sul. O tempo ensolarado é comum em todos os meses e a média de San Juan é de cerca de 3.361,3 horas de sol forte, ou cerca de 76% da luz solar possível.